# Kaleb McGary
Kaleb McGary (* 22. Februar 1995 in Fife, Washington) ist ein US-amerikanischer Footballspieler auf der Position des Offensive Tackle, der an der University of Washington College Football spielte. 2019 wurde er von den Atlanta Falcons im NFL-Draft ausgewählt.

## Frühe Jahre
McGary besuchte in der Vorstadt Fife in Tacoma, Washington die Highschool. Später ging er an die University of Washington, wo er auch College Football spielte. Hier gewann er 2018 die Morris Trophy, eine Auszeichnung für den besten Offensive-Line-Spieler in der Pacific-12 Conference.

## NFL
McGary wurde im NFL Draft 2019 in der ersten Runde an 31. Stelle von den Atlanta Falcons ausgewählt. In seinem ersten NFL-Jahr wurde er zum Starter auf der Position des Right Tackles bei den Falcons ernannt. Er absolvierte alle 16 Spiele der Saison als Starter.

## Persönliches
McGary lebte mit seinen Eltern auf einer Farm im Bundesstaat Washington, auf Grund finanzieller Schwierigkeiten musste diese jedoch verkauft werden. Zwischenzeitlich lebte seine Familie in einem Wohnwagen. Bei McGary wurde eine Herzrhythmusstörung diagnostiziert, weswegen er sich in seinen ersten zwei Studienjahren mehreren Eingriffen unterziehen musste.